# Stimmkreis Coburg
Der Stimmkreis Coburg (Stimmkreis 404) ist ein Stimmkreis in Oberfranken. Er umfasst die kreisfreie Stadt Coburg und den Landkreis Coburg.

## Wahl 2023
Zur Landtagswahl 2023 traten folgende Parteien und Direktkandidaten im Stimmkreis Coburg an und erzielten folgende Ergebnisse:
| Nr. | Direktkandidat    | Partei       | Erststimmen in % | Gesamtstimmen in % |
| --- | ----------------- | ------------ | ---------------- | ------------------ |
| 1   | Martin Mittag     | CSU          | 42,1             | 41,0               |
| 2   | Susanne Esslinger | GRÜNE        | 9,6              | 9,9                |
| 3   | Nicola Schoppel   | Freie Wähler | 9,8              | 11,1               |
| 4   | Martin Böhm       | AfD          | 17,8             | 17,5               |
| 5   | Stefan Sauerteig  | SPD          | 14,6             | 13,3               |
| 6   | Justus Meixner    | FDP          | 1,7              | 1,9                |
| 7   | Babette Saeidi    | LINKE        | 1,6              | 1,5                |
| 8   | Andre Wächter     | BP           | 0,6              | 0,6                |
| 9   | Thomas Büchner    | ÖDP          | 2,2              | 2,6                |
| 10  | -                 | dieBasis     | -                | 0,4                |
| 11  | -                 | Volt         | -                | 0,3                |

## Wahl 2018
Im Stimmkreis waren insgesamt 101.197 Einwohner wahlberechtigt. Die Landtagswahl am 14. Oktober 2018 hatte folgendes Ergebnis:
| Direktkandidat   | Partei               | Erststimmen in % | Gesamtstimmen in % | Veränderung der Gesamtstimmen im Vergleich zur Landtagswahl 2013 in % |
| ---------------- | -------------------- | ---------------- | ------------------ | --------------------------------------------------------------------- |
| Martin Mittag    | CSU                  | 36,1             | 37,0               | − 6,3                                                                 |
| Michael C. Busch | SPD                  | 22,3             | 18,8               | − 8,8                                                                 |
| Maria Preißler   | Freie Wähler         | 8,0              | 8,3                | + 0,2                                                                 |
| Ina Sinterhauf   | GRÜNE                | 13,9             | 14,6               | + 6,7                                                                 |
| Ulrich Herbert   | FDP                  | 4,1              | 4,2                | + 1,5                                                                 |
| Florian Bätz     | LINKE                | 3,1              | 3,4                | + 0,9                                                                 |
| Frank Suck       | BP                   | 0,7              | 0,8                | + 0,1                                                                 |
| Thomas Buchner   | ÖDP                  | 1,6              | 1,5                | + 0,2                                                                 |
| -                | PIRATEN              | -                | 0,3                | - 1,5                                                                 |
| Martin Böhm      | AfD                  | 10,2             | 10,2               | + 10,2                                                                |
| -                | mut                  | -                | 0,1                | + 0,1                                                                 |
| -                | Die Partei           | -                | 0,6                | + 0,6                                                                 |
| -                | Gesundheitsforschung | -                | 0,1                | + 0,1                                                                 |
| -                | V-Partei³            | -                | 0,1                | + 0,1                                                                 |

Neben dem erstmals direkt gewählten Stimmkreisabgeordneten Martin Mittag (CSU) wurden der SPD-Kandidat Michael C. Busch und der AfD-Kandidat Martin Böhm über die jeweiligen Bezirkslisten ihrer Parteien in den Landtag gewählt.

## Wahl 2013
Wahlberechtigt waren bei der Landtagswahl vom 15. September 2013 insgesamt 102.861 Einwohner. Die Wahlbeteiligung betrug 61,2 %. Die Wahl hatte folgendes Ergebnis:
| Direktkandidat           | Partei       | Erststimmen in % | Gesamtstimmen in % | +/- Gesamtstimmen ggü. 2008 in %-P. |
| ------------------------ | ------------ | ---------------- | ------------------ | ----------------------------------- |
| Jürgen W. Heike          | CSU          | 41,8             | 43,3               | + 1,1                               |
| Susann Biedefeld         | SPD          | 27,2             | 27,6               | + 1,2                               |
| Hans-Joachim Lieb        | Freie Wähler | 11,1             | 8,1                | + 0,1                               |
| Bernd Lauterbach         | GRÜNE        | 7,5              | 7,9                | + 0,7                               |
| Jens-Uwe Peter           | FDP          | 2,3              | 2,6                | - 4,4                               |
| Petra Hähnlein           | LINKE        | 2,4              | 2,5                | - 2,0                               |
| Klaus Klumpers           | ÖDP          | 1,3              | 1,3                | − 0,9                               |
| Bruno Grüner             | REP          | 0,4              | 0,4                | - 0,3                               |
| Hermann Schwede          | NPD          | 1,6              | 1,7                | + 0,3                               |
| Thomas-Michael Schneider | BP           | 0,7              | 0,7                | + 0,4                               |
| -                        | Frauenliste  | -                | 0,3                | + 0,3                               |
| Jörg Bischof             | Die Franken  | 2,1              | 1,9                | + 1,9                               |
| Bernd Fischer            | PIRATEN      | 1,6              | 1,7                | + 1,7                               |

## Wahl 2008
Bei der Landtagswahl 2008 waren im Stimmkreis 104.043 Einwohner wahlberechtigt. Die Wahlbeteiligung lag bei 54,8 %. Die Wahl hatte folgendes Ergebnis:
| Direktkandidat   | Partei       | Erststimmen in % | Gesamtstimmen in % | Veränderung der Gesamtstimmen im Vergleich zur Landtagswahl 2003 in % |
| ---------------- | ------------ | ---------------- | ------------------ | --------------------------------------------------------------------- |
| Jürgen W. Heike  | CSU          | 43,2             | 42,2               | - 12,9                                                                |
| Susann Biedefeld | SPD          | 25,8             | 26,4               | - 1,1                                                                 |
| Bernd Lauterbach | GRÜNE        | 7,2              | 7,2                | + 1,2                                                                 |
| Peter Lesch      | Freie Wähler | 7,8              | 8,0                | + 3,4                                                                 |
| Peter Jacobi     | FDP          | 6,6              | 7,1                | + 3,9                                                                 |
| Lorenz Baier     | REP          | 0,7              | 0,7                | - 1,1                                                                 |
| Klaus Klumpers   | ödp          | 2,5              | 2,2                | + 1,0                                                                 |
| Jürgen Wagner    | BP           | 0,3              | 0,3                | - 0,1                                                                 |
| BB               | -            | 0,1              | + 0,1              |                                                                       |
| Detlef Gröger    | LINKE        | 4,5              | 4,5                | + 4,5                                                                 |
| -                | VIOLETTE     | -                | -                  | -                                                                     |
| Dieter Fischer   | NPD          | 1,4              | 1,4                | + 1,4                                                                 |
| -                | RRP          | -                | -                  | -                                                                     |